# Streblocera lienhuachihensis
Streblocera lienhuachihensis är en stekelart som beskrevs av Chou 1990. Streblocera lienhuachihensis ingår i släktet Streblocera och familjen bracksteklar. Inga underarter finns listade i Catalogue of Life.